# Roman Fischer
Roman Fischer (* 24. března 1983 v Ostravě) je český fotbalový záložník, od září 2013 působící v FC Zbrojovka Brno. Mimo Česko působil na Slovensku.

## Klubová kariéra
Svoji fotbalovou kariéru začal v Baníku Ostrava. V roce 1999 přestoupil do Fotbalu Kunovice, odkud následně zamířil do Jakubčovice Fotbal. Před ročníkem 2007/08 odešel na Slovácko. Po roce podepsal smlouvu s Hradcem Králové. V sezoně 2009/10 postoupil s týmem do nejvyšší soutěže. V ročníku 2011-12 byl kapitánem mužstva. V létě 2012 přestoupil do Senice, odkud byl obratem poslán na hostování do Karviné. V září 2013 v celku předčasně skončil a odešel hostovat do Zbrojovky Brno. V létě 2015 v mužstvu skončil.